# Zbuzany
Obec Zbuzany se nachází v okrese Praha-západ, kraj Středočeský. Žije zde přibližně 1 400 obyvatel. Obec se nachází v těsném sousedství jihozápadního okraje hlavního města Prahy (asi 13 km od centra Prahy).

## Historie
První písemná zmínka o vsi (villa Zbuzany) pochází z roku 1395, kdy ji král Václav IV. potvrdil v držení břevnovského kláštera. V té době se počet obyvatel pohyboval v řádech jednotlivců. Největší nárůst byl zaznamenán za posledních sto let, kdy se počet trvale přihlášených obyvatel téměř ztrojnásobil. Během těchto let byly zaznamenány tři velké mezníky. První nastal po první světové válce, kdy se vybudovalo nejvíce rodinných domů v historii obce. Po druhé světové válce ovšem nastala migrace obyvatelstva do vysídlených pohraničních oblastí. Další veliký rozmach výstavby nastal po roce 1989 a pokračuje dodnes.

### Územněsprávní začlenění
Dějiny územněsprávního začleňování zahrnují období od roku 1850 do současnosti. V chronologickém přehledu je uvedena územně administrativní příslušnost obce v roce, kdy ke změně došlo:
- 1850 země česká, kraj Praha, politický i soudní okres Smíchov[4]
- 1855 země česká, kraj Praha, soudní okres Smíchov
- 1868 země česká, politický i soudní okres Smíchov
- 1927 země česká, politický okres Praha-venkov, soudní okres Praha-západ[5]
- 1939 země česká, Oberlandrat Praha, politický okres Praha-venkov, soudní okres Praha-západ[6]
- 1942 země česká, Oberlandrat Praha, politický okres Praha-venkov-sever, soudní okres Praha-západ[7]
- 1945 země česká, správní okres Praha-venkov-sever, soudní okres Praha-západ[8]
- 1949 Pražský kraj, okres Praha-západ[9]
- 1960 Středočeský kraj, okres Praha-západ
- 2003 Středočeský kraj, obec s rozšířenou působností Černošice

### Rok 1932
V obci Zbuzany (687 obyvatel) byly v roce 1932 evidovány tyto živnosti a obchody: cihelna, 2 hostince, klempíř, kovář, krejčí, 2 obuvníci, 9 rolníků, řezník, 4 obchody se smíšeným zbožím, trafika, truhlář, zámečník.

### Rok 2021
V ligové sezóně 2021/2022 se místnímu klubu FK Zbuzany 1953 povedlo ve druhém kole MOL Cupu porazit na stadionu U Nisy prvoligový FC Slovan Liberec výhrou 1:2 v řádné hrací době po dvou trefách hráče Zákosteleského 

## Pamětihodnosti
- Automuseum Praga – Pod Kaštany 14
- Kaplička sv. Alžběty v ul. Na Návsi
- Pomník obětem světových válek
- Smírčí kříž v lokalitě zvané dříve Pod Ouporem u kamene (50° 01′ 26″ s. š., 14° 17′ 00″ v. d.)

## Osobnosti
- Alois Kopecký (1920–2013) - zakladatel dětské diabetologie a endokrinologie, starosta Zbuzan

## Doprava
Dopravní síť

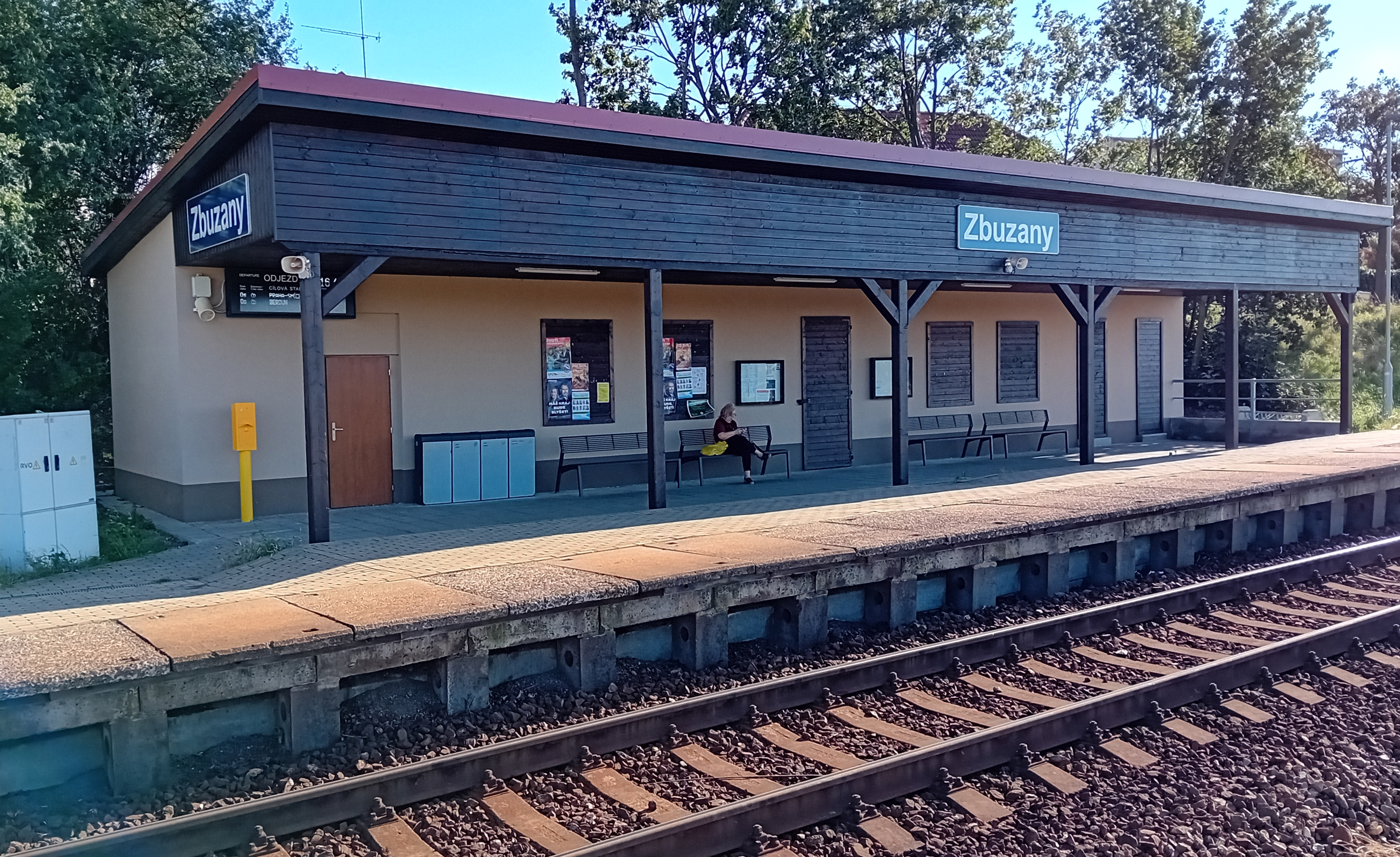
Železniční zastávka

- Pozemní komunikace – Do obce vedou silnice III. třídy. Okolo obce probíhá Pražský okruh s exitem 19 (Řeporyje).
- Železnice – Obcí vede železniční trať Praha – Rudná u Prahy – Beroun. Je to jednokolejná celostátní trať, doprava byla mezi Prahou a Rudnou zahájena roku 1873. Na trati jezdí pravidelná vlaková linka S6, která je zahrnuta do systému PID.

Veřejná doprava 2011
- Autobusová doprava – V obci měla zastávku příměstská autobusová linka 352 Praha, Luka – Jinočany, náměstí (denně mnoho spojů) (dopravce Dopravní podnik hl. m. Prahy, a. s.).
- Železniční doprava – Železniční zastávkou Zbuzany projíždělo v pracovních dnech 24 párů osobních vlaků (interval spojů ve špičce byl 30 minut), o víkendu 18  párů osobních vlaků.

## Galerie

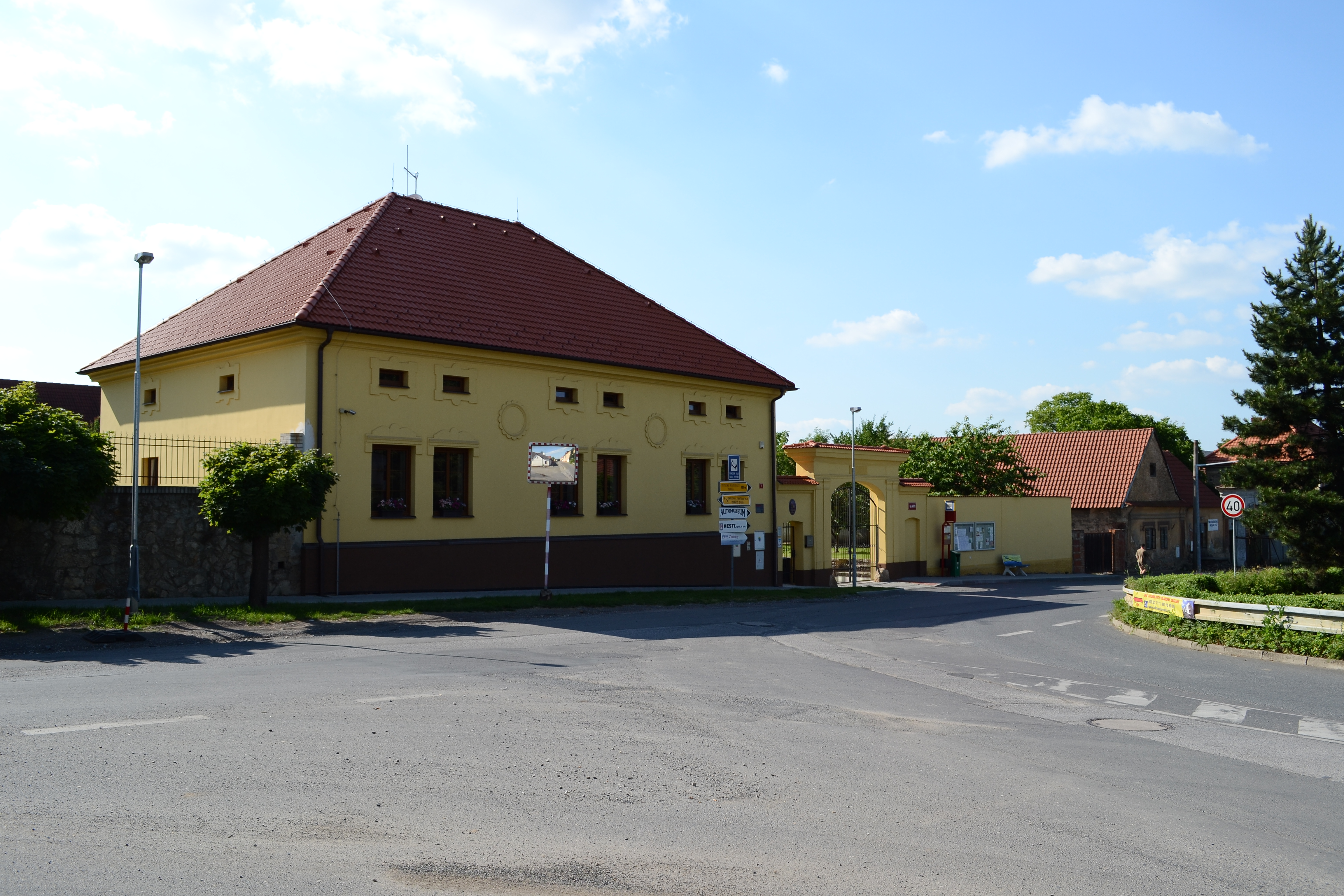
Obecní úřad
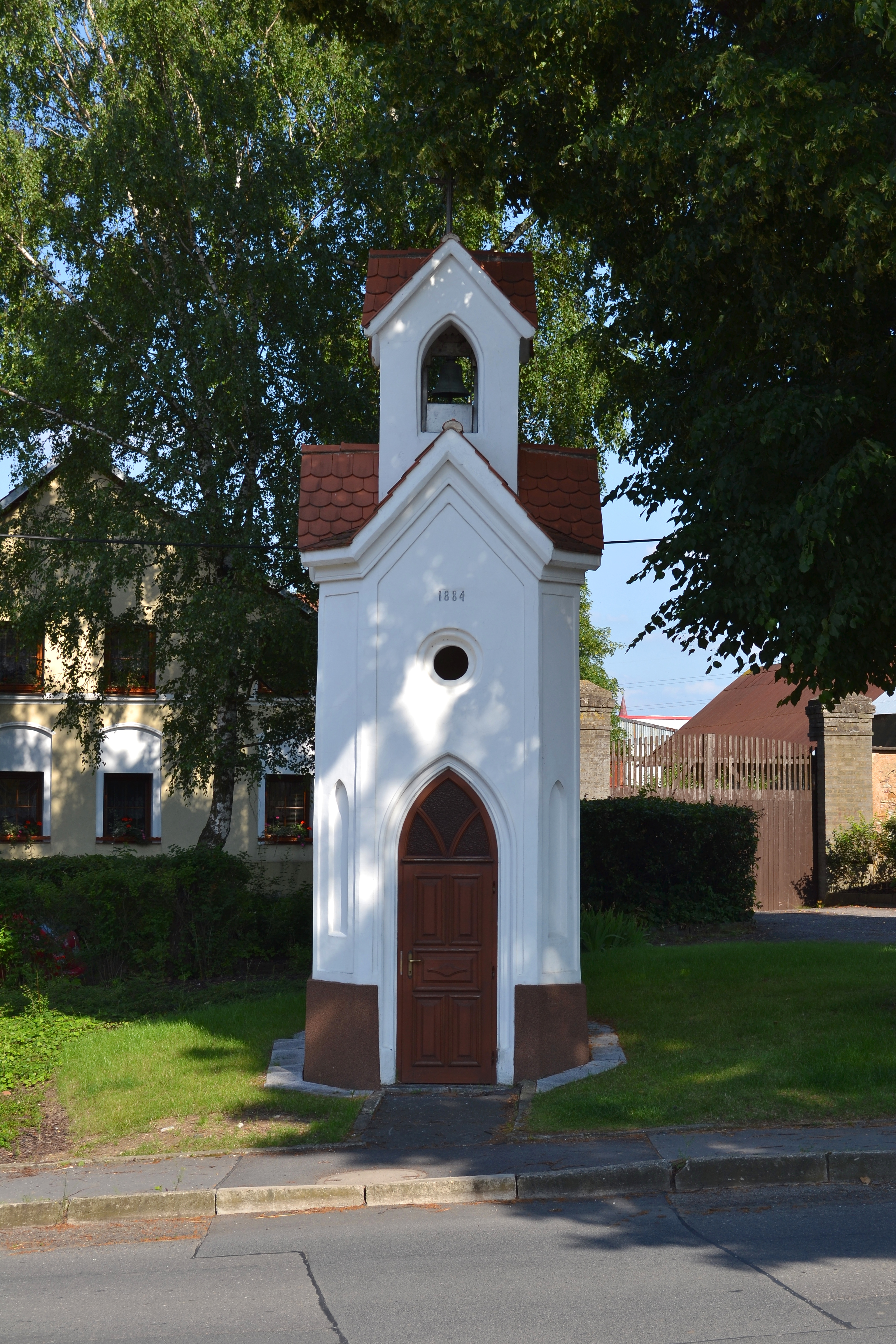
Kaple sv. Alžběty
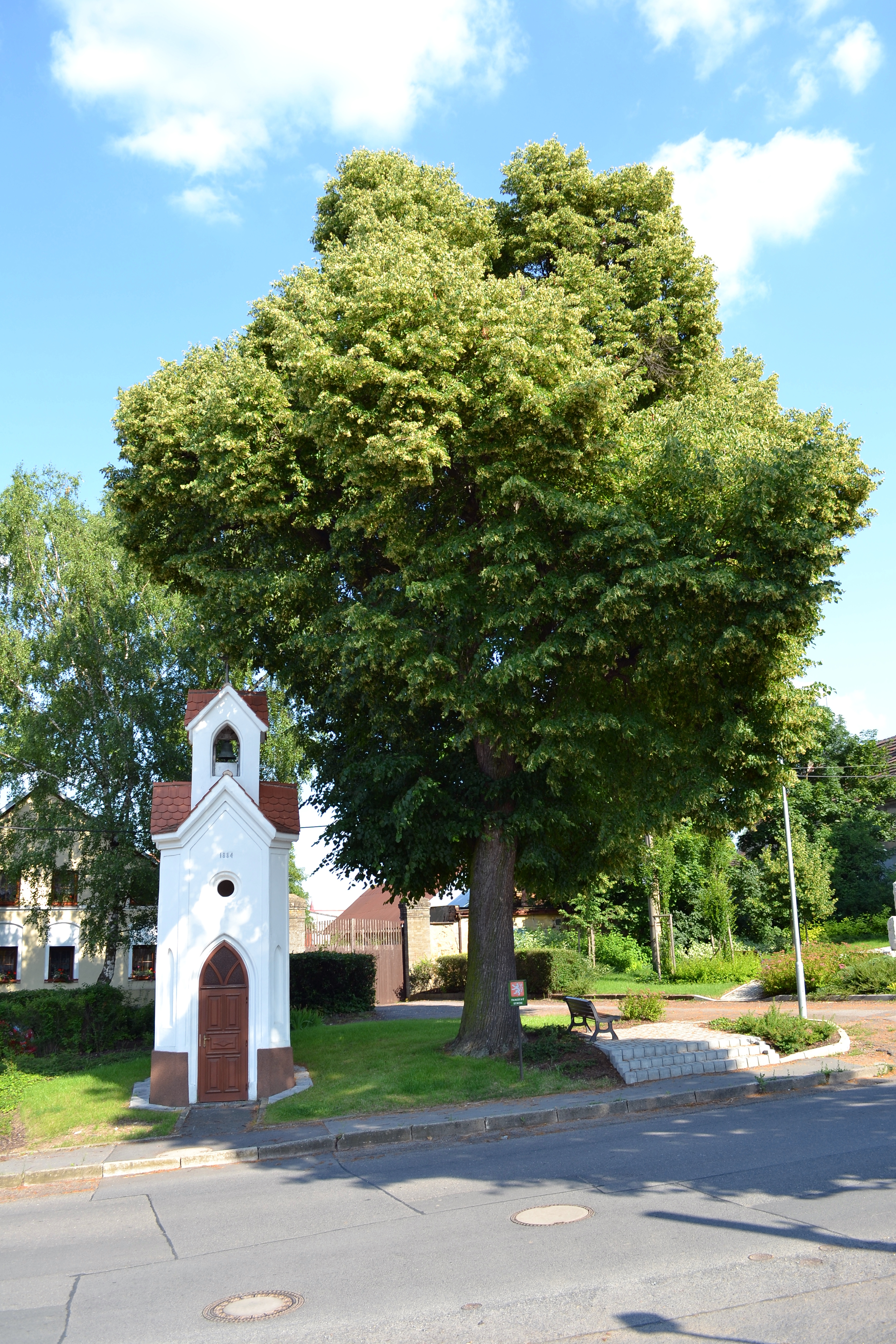
Památná lípa malolistá
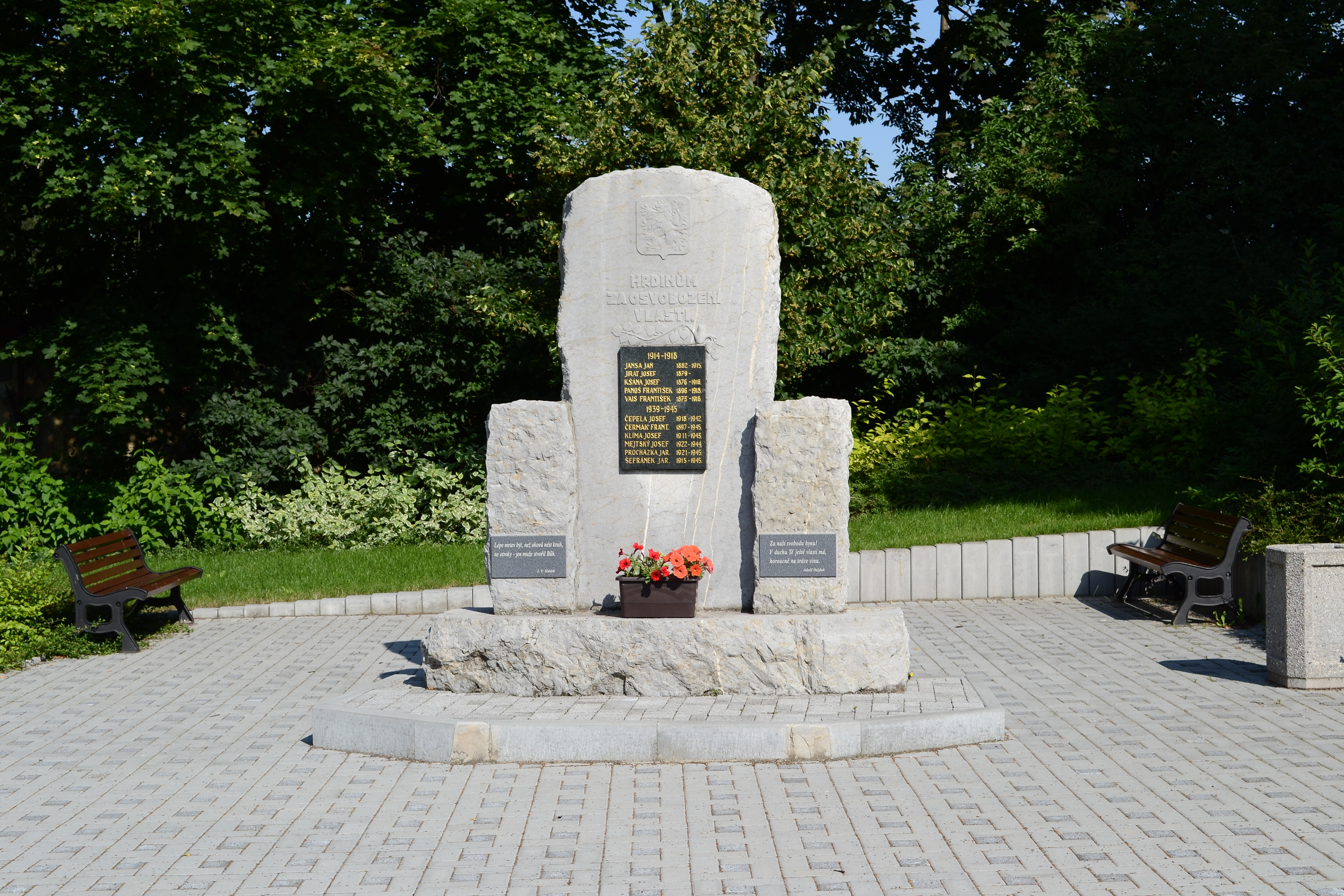
Památník obětem světových válek
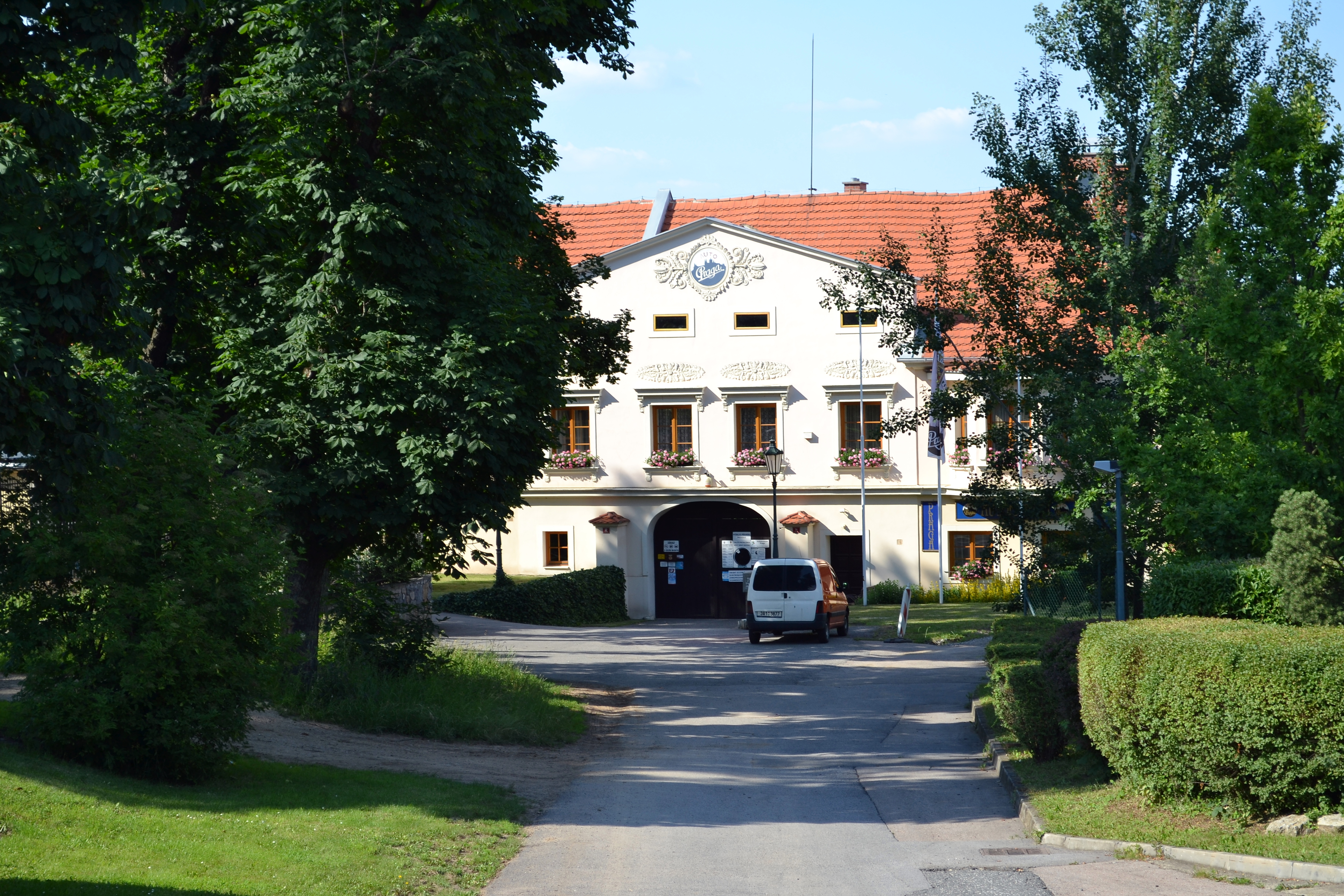
Muzeum Praga